# Saisy
Saisy là một xã thuộc tỉnh Saône-et-Loire trong vùng Bourgogne-Franche-Comté miền đông nước Pháp.

## Liên kết ngoài

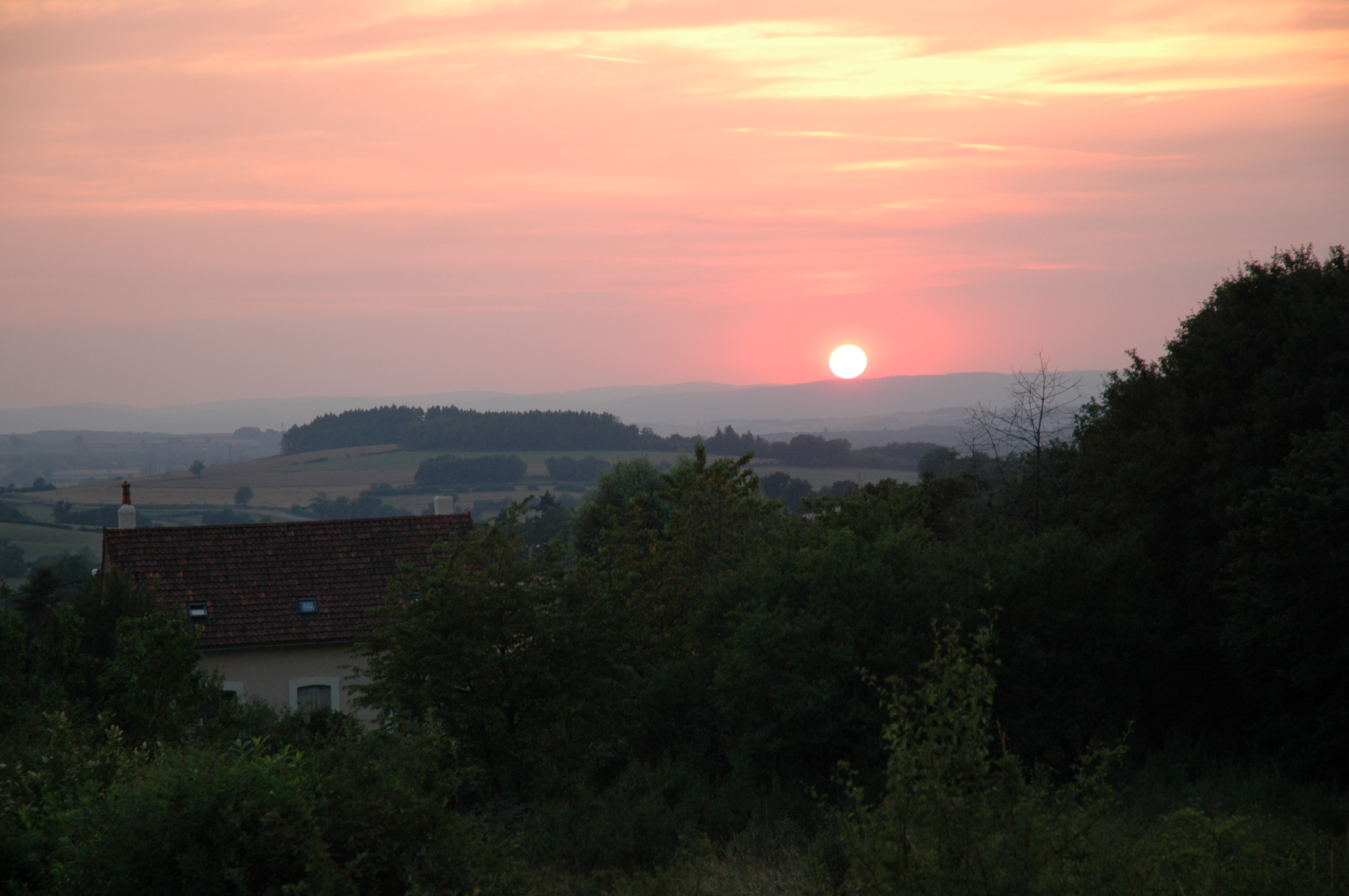
A Sunset in Saisy
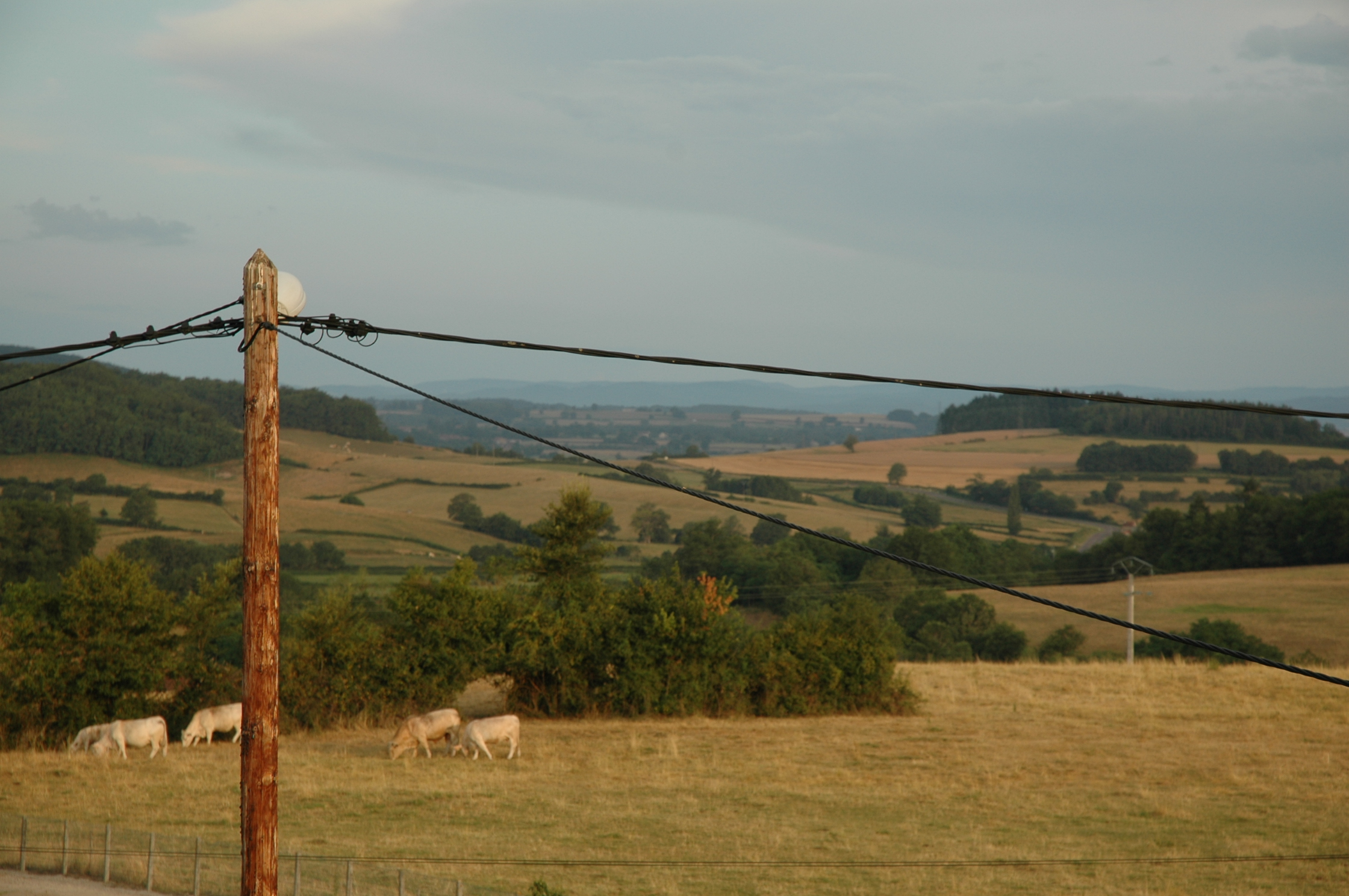
View from Saisy
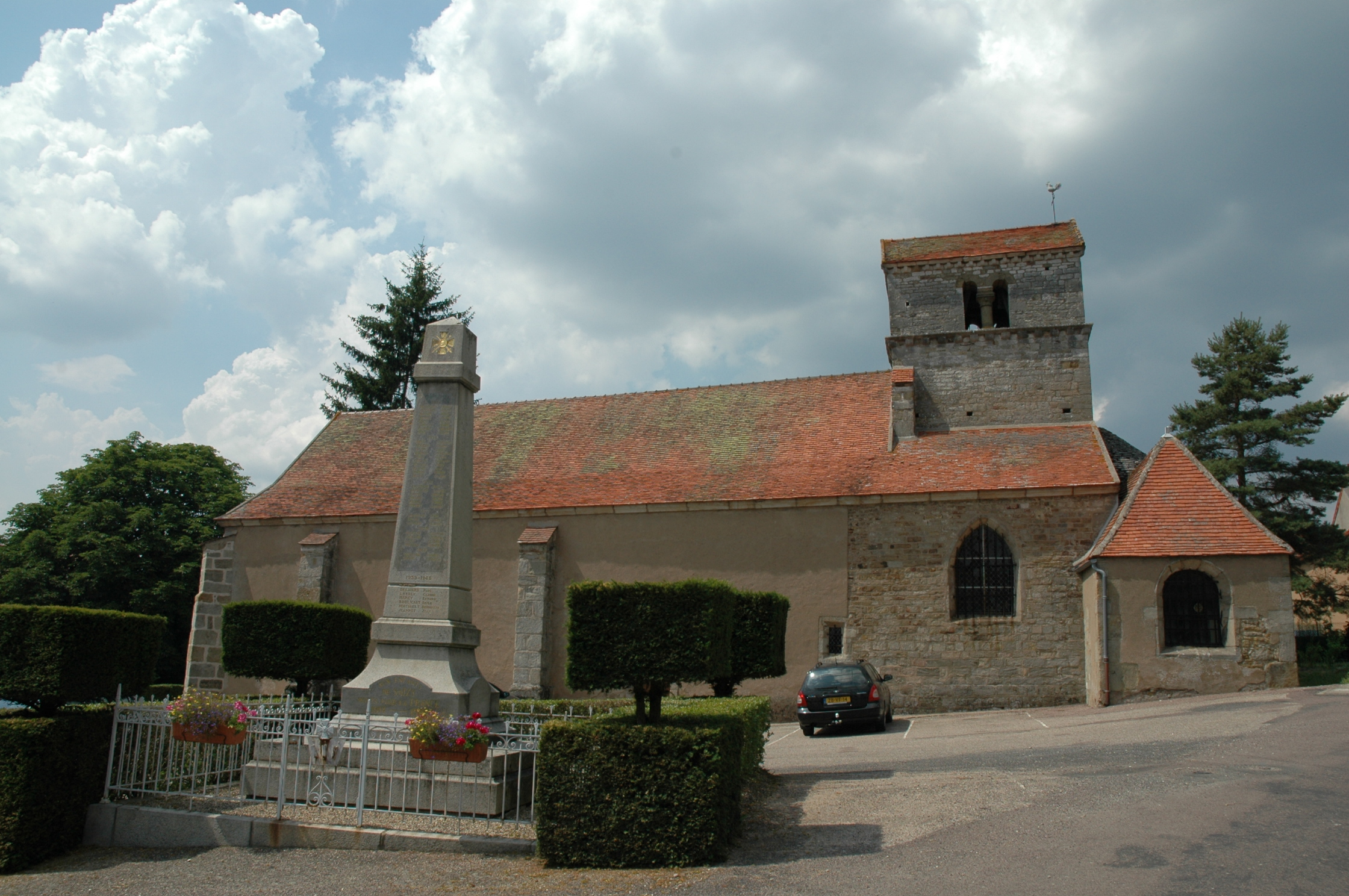
Saisy le Bourg
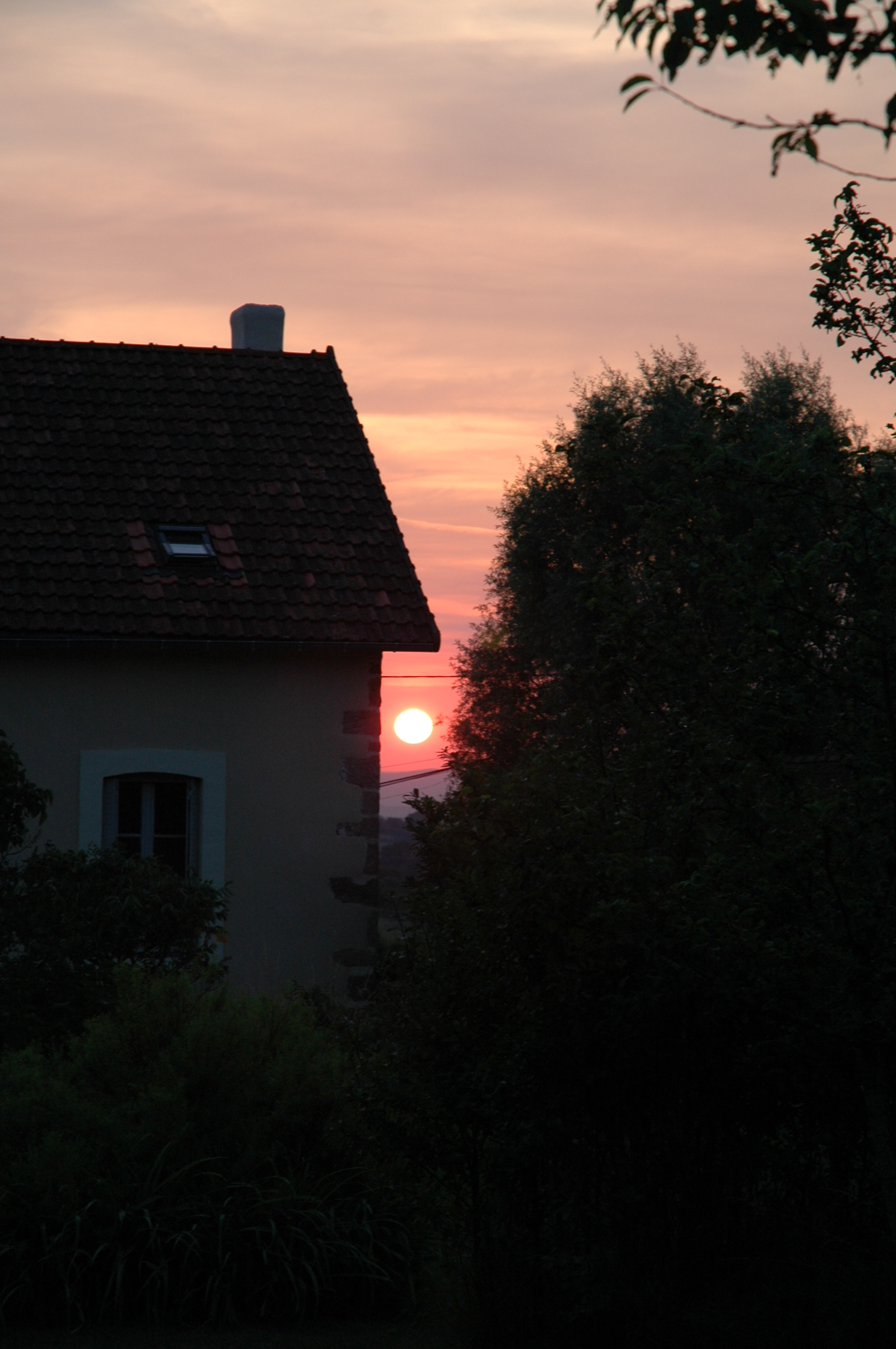
Another Sunset at Saisy
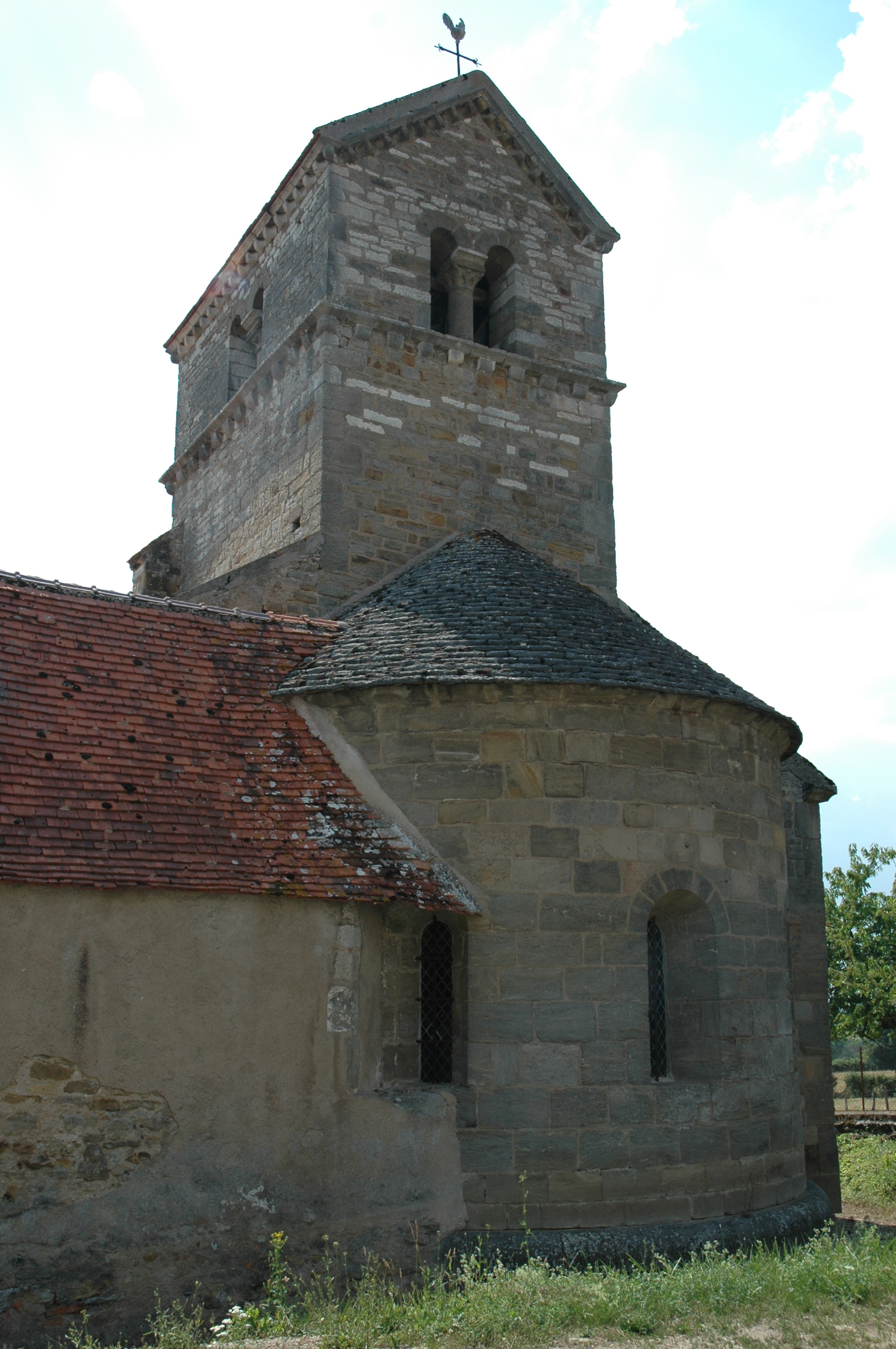
the Church at Saisy
The Madonna at Saisy
Our Lady at Saisy
Holy Card for Saisy Statue
Holy Card for Saisy Statue
The View from the Statue at Sunset
The View from the Statue
Village Houses at Saisy

## Dân số
| Năm | 1962 | 1968 | 1975 | 1982 | 1990 | 1999 | 2006 |
| --- | ---- | ---- | ---- | ---- | ---- | ---- | ---- |
| Dân số | 399  | 427  | 368  | 329  | 305  | 308  | 328  |
| From the year 1962 on: No double counting—residents of multiple communes (e.g. students and military personnel) are counted only once. |      |      |      |      |      |      |      |